# Edwin Bramall, Baron Bramall

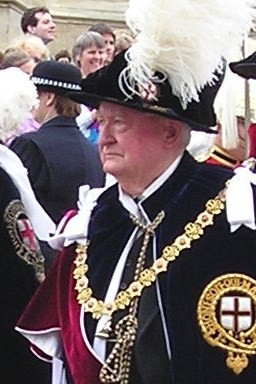
Lord Bramall in der Robe eines Ritters des Order of the Garter (2006)

Edwin Noel Westby Bramall, Baron Bramall KG, GCB, OBE, MC, JP, (* 18. Dezember 1923 in Tonbrige, Kent; † 12. November 2019) war ein britischer Feldmarschall und Politiker. Er war von 1978 bis 1979 Vize-Chef des Verteidigungsstabes (Vice-Chief of the Defence Staff) sowie von 1979 bis 1982 Generalstabschef (Chief of the General Staff) und damit der höchste militärische Vorgesetzte der britischen Armee. Von 1982 bis 1985 war er Generalstabschef (Chief of the Defence Staff) und damit höchster militärischer Vorgesetzter der gesamten britischen Streitkräfte (British Armed Forces). Von 1987 bis 2013 war er als Life Peer Mitglied des House of Lords.

## Familie
Er war der jüngere Sohn des Edmund Haseldon Bramall (1889–1964), Major der Royal Artillery, aus dessen Ehe mit Katherine Bridget Westby. In Familie und Bekanntenkreis war er unter dem Spitznamen Dwin bekannt. Sein älterer Bruder Sir Ashley Bramall (1916–1999) war Rechtsanwalt und als Politiker der Labour Party Leiter der Erziehungsbehörde der Stadt London.
1949 heiratete er Dorothy Avril Wentworth Vernon (1922–2015), Tochter des Brigade-General Henry Albemarle Vernon (1879–1943). Mit ihr hatte er eine Tochter, Hon. Sara G. M. Bramall (* 1951), die 1987 Edwin Bickerstaff heiratete, und einen Sohn, Hon. Nicolas Bramall (* 1952).

## Militärische Karriere
Nach dem Besuch des Eton College trat er 1943 als Second Lieutenant des King’s Royal Rifle Corps in die British Army ein. Er nahm 1944 an der Landung in der Normandie teil und war während der letzten Jahre des Zweiten Weltkrieges in Nordwest-Europa eingesetzt; 1945 erhielt er das Military Cross für Tapferkeit. 1946 wurde er zum Lieutenant befördert und gehörte in den zwei Jahren nach Kriegsende zu den Besatzungsstreitkräften in Japan. Anschließend war er Ausbilder an der Infanterieschule (School of Infantry) in Warminster. 1950 wurde er zum Captain befördert. Von 1953 bis 1958 war er im Nahen Osten stationiert, und wurde 1957 zum Major befördert. 1958 wurde seine Einheit, das King’s Royal Rifle Corps, als 2. Bataillon der Royal Green Jackets in die Green Jackets Brigade eingegliedert.
Anschließend lehrte er weitere zwei Jahre an der Offiziersschule der Armee (Staff College) in Camberley und gehörte ab 1963 zum Stab von Lord Mountbatten. 1965 wurde er als Officer des Order of the British Empire ausgezeichnet, zum Lieutenant-Colonel befördert und zum Kommandeur (Commanding Officer) des 2. Bataillons der Royal Green Jackets ernannt, das während der Auseinandersetzungen mit Indonesien nach Malaysia verlegt wurde. 1967 erhielt er den Befehl über die 5. Infanteriebrigade und wurde im selben Jahr zum Brigadier befördert.
1972 wurde er General Officer Commanding der 1. Infanteriedivision und im selben Jahr zum Major-General befördert. 1973 wurde er Kommandeur der britischen Truppen in Hongkong und zum Lieutenant-General befördert. 1974 wurde er als Knight Commander des Bathordens (KCB) geadelt. 1976 wurde er zum General befördert. Von 1976 bis 1978 war er Oberbefehlshaber der britischen Landstreitkräfte (Commander-in-Chief, UK Land Forces), 1978 und 1979 stellvertretender Generalstabschef (Vice Chief of the Defence Staff) und von 1979 bis 1982 als Nachfolger von Sir Roland Gibbs Chef des Generalstabes (Chief of the General Staff) des Heeres. 1978 wurde er zum Knight Grand Cross des Bathorden erhoben. 1982 wurde er zum Field Marshal befördert und wurde als Nachfolger von Sir Terence Lewin für drei Jahre als Generalstabschef (Chief of the Defence Staff) höchster militärischer Befehlshaber der britischen Streitkräfte. Mit seiner Verabschiedung aus dieser Position endete seine militärische Karriere. Seine Nachfolge in der Position des Oberbefehlshabers der britischen Streitkräfte trat Sir John Fieldhouse an.
Zeitweise hatte er auch die Ehrenämter des Colonel Commandant des 3. Bataillons der Royal Green Jackets (1973–1984), des Colonel des 2. Bataillons der 2nd King Edward VII’s Own Gurkha Rifles (1976–1987) und des Colonel Commandant des Special Air Service (1985–1993) inne.

## Spätere Karriere und Life Peerage

Wappen des Edwin Bramall, Baron Bramall

Nach dem Ende seiner militärischen Laufbahn wurde Bramall als Nachfolger von Baroness Phillips von 1986 bis 1998 Lord Lieutenant von Greater London. Zudem übernahm er 1986 auch das Amt eines Justice of the Peace für London. Am 9. Februar 1987 wurde er als Baron Bramall, of Bushfield in the County of Hampshire, zum Life Peer erhoben und wurde dadurch Mitglied des House of Lords. 1990 wurde er als Knight Companion in den Hosenbandorden aufgenommen.
Im House of Lords schloss sich Bramall der Fraktion der Crossbencher an. Im Parlament sprach er sich gegen die Beteiligung Großbritanniens am Zweiten Irakkrieg aus und warnte: „Terrorismus kann nicht wie reine Aggression mit massivem Einsatz militärischer Mittel, sondern nur mit kompetentem Schutz und positiver Diplomatie bekämpft werden“ (unlike naked aggression, terrorism cannot be defeated by massive military means but by competent protection and positive diplomacy).
Am 27. August 2006 berichtete die Mail on Sunday, dass Bramall während einer Debatte über den Libanon-Konflikt den 78-jährigen Lord Janner of Braunstone, ein führendes Mitglied der britischen jüdischen Gemeinden, das sich für die Opfer des Holocaust einsetzt, nach mehreren von Zeugen bestätigten „anti-israelischen Äußerungen“ beleidigt habe. Die Zeitung berichtete, dass die Auseinandersetzung in einem der Räume in der Nähe des Versammlungsraumes stattgefunden habe und die Peers, die Zeugen des Zwischenfalls wurden, vom Verhalten Bramalls sehr überrascht waren. Bramall soll sich später telefonisch bei Lord Janner entschuldigt haben. Janner habe die Entschuldigung angenommen, von Seiten der Verwaltung des House of Lords sei nichts weiter unternommen worden und Janner habe sich nicht weiter beschwert.
Am 25. April 2013 schied Lord Bramall auf eigenen Wunsch aus dem House of Lords aus.

## Werke
- The Chiefs. The Story of the United Kingdom Chiefs of Staff. (Co-Author: William Jackson) Brassey’s, London 1992.